# Kaspar Ulenberg
Caspar Ulenberg, a veces también Kaspar Ulenberg (Lippstadt, Renania del Norte-Westfalia, 24 de diciembre de 1548 - Colonia, 16 de febrero de 1617) fue un teólogo luterano alemán converso al catolicismo en 1572, y además tradujo la Biblia al alemán y fue poeta y compositor.

## Vida
Caspar Ulenberg provenía de familia luterana; su padre era artesano. Asistió a las escuelas latinas en Lippstadt y Soest y desde 1567 al Gymnasium Martineum en Brunswick. El 25 de abril de 1569 comenzó a estudiar filosofía y teología en la Universidad de Wittenberg. Fue profesor en la Schola Nortalbingica de Dithmarschen (Lunden) en 1570 y 1571. Luego su familia lo envió a la Universidad de Colonia para convencer a su primo Andreas Roder, que se había vuelto católico, para que regresara a la iglesia Luterana. Ulenberg tuvo éxito, pero decidió quedarse en Colonia y las dudas que ya le habían asaltado en Wittenberg sobre Lutero comenzaron a amplificarse más a través de su amistad con Johann Nopelius, también conocido como Nopel, y Gerwin Calenius (paisanos suyos católicos), de forma que en 1572 se convirtió a la Iglesia Católica.
Ulenberg continuó sus estudios en Colonia y el 19 de octubre de 1572 se matriculó; bachiller en 1573, se graduó licenciado el 11 de marzo de 1574 con el grado académico de magíster; aunque bien podía, no se doctoró después en Teología porque prefería la labor pastoral, y por eso no pudo enseñar en las facultades superiores. En cambio, escribió en 1611: "La piedad es mejor que la educación erudita". El 22 de diciembre de 1575 fue nombrado profesor de la Escuela o Gymnasium Laurentianum de Colonia. En 1576 fue ordenado sacerdote y se convirtió en párroco de Kaiserswerth, hoy sita en la ciudad de Düsseldorf.
En 1583 regresó a Colonia. Fue el primer canónigo de San Cuberto o Cuniberto de Colonia, la parroquia más grande de Colonia, durante 22 años desde 1592. Desde 1600 a 1606 dirigió la educación de los príncipes Guillermo y Germán de Baden, hijos del margrave Eduardo Fortunato de Baden-Baden. También fue rector del Colegio Laurentiano, y hasta 1605 párroco de Santa Colomba. Entre 1610 y 1612 fue rector de la Universidad de Colonia.
Póstuma apareció sus biografías de Martín Lutero, Melanchton y otros líderes luteranos: Historia de vita, moribus, rebus gestis, studiis ac denique morte Praedicantium Lutheranorum, D. Martini Lutheri, Philippi Melanchthonis, Matthiae Flacii Illyrici, Georgii Maioris, et Andraea Osiandri (1622), en edición al cuidado de Arnold Meshovius. Hay ed. moderna (Mainz, 1836-37, 2 vols.).

## Obras
Como poeta fue fundamentalmente himnógrafo. Su primera obra fue Die Psalmen David’s in allerlei deutsche Gesangreime gebracht / Los Salmos de David en todo tipo de himnos alemanes (Colonia, 1582) una versión parafrástica en alemán de los Salmos atribuidos al rey David. Los escribió mientras era párroco de Kaiserswerth, y los imprimió en 1582. Konrad Hagius (1550-1616) les puso música en cuatro partes. Constituye esta obra la contribución católica más importante a la himnografía del siglo XVI y fueron conocidos como "Salmos de Ulenberg" hasta el siglo XIX, y fue en su género la obra más leída y cantada entre los católicos alemanes. Fue revisada en la edición de 1835.
Como teólogo y director espiritual escribió De consolación (1590), un ars moriendi de tradición medieval tardía muy popular para enfermos y moribundos. Publicó los escritos de Thomas von Kempen, más conocido como Kempis, con idéntica intención.
Su trabajo principal fue un tratado polémico en defensa del catolicismo contra los protestantes, del que hizo una edición en alemán y otra en latín: Erhebliche und wichtige Ursachen, warumb die altgläubige Catholische Christen bei dem alten wahren Christenthumb bis in ihren Tod beständiglich verharren / Causae graves et justae, cur Catholicis in communione veteris ejusque veri Christianismi constanter usque ad finem vitae permanendum, cur item omnibus, qui se Evangelicos vocant, relictis erroribus ad ejusdem Christianismi consortium vel postliminio redeundum sit / Causas considerables e importantes por las que los cristianos católicos viejos y fieles persisten en el antiguo cristianismo verdadero hasta su muerte, y por qué rechazan igualmente a todos los que se llaman Evangélicos, dejan sus delirios y llegan a ser devueltos a la comunión del cristianismo. Este trabajo era tan sugerente que aún se hizo una edición decimonónica, nueva y revisada, por parte de M. W. Kerp, bajo el título Zweiundzwanzig Beweggründe. Ein buch für Katholische und Evangelische (Mainz, 1827, 1833, y 1840). Elaboró además un Catecismo para su grey cuando era párroco de Santa Colomba que apareció póstumo en 1626.
Su labor como traductor de la Biblia arranca de la revisión de la Vulgata a instancias de los papas Sixto V y Clemente VIII (Editio Sixtina y Sixto-Clementina), que obligó a revisar también la traducción al alemán de Johann Dietenberger. Por recomendación de los jesuitas de Colonia, el arzobispo de Colonia Fernando de Baviera encargó a Ulenberg que se encargara él mismo. Ulenberg comenzó su trabajo en 1614 y terminó poco antes de su muerte, en 1617. Sin embargo el manuscrito de la revisión quedó inédito a causa de las turbulencias de la Guerra de los treinta años y solo fue posible imprimirlo en Colonia: Johann Kreps, 1630, en tamaño folio y decorado con grabados, bajo la supervisión de los jesuitas. El Nuevo Testamento fue publicado simultáneamente por el mismo editor en formato octavo más simple. Desde esta revisión se le llama tambkién Biblia Dietenberger o simplemente Biblia Ulenberg, y tuvo muchas reimpresiones. Adolf Gottfried Volusius revisó la traducción de Ulenberg en 1655. Esta es la llamada Biblia de Mainz de Volusius, completada entre 1661 y 1662, pero no se imprimió.